# بتر إف إس
Btrfs والاسم هو اختصار لجملة (B-tree file system ويلفظ بطرق متعددة "Butter F S", "Butterfuss", "Better F S", أو "B-tree F S") وهو نظام ملفات تجريبي على النواة لينكس يدعم النسخ عند الكتابة ومرخص برخصة رخصة جنو العمومية. بدأت شركة اوراكل بتطويره سنة 2007م، مازال في مرحلة تطوير مستمر ويوصف بأنه غير مستقر. خصوصاً عندما يمتلئ نظام الملفات بشكل كامل في حالة عدم وجود فراغ ينشا تحدي لحذف الملفات.